# Marettimo

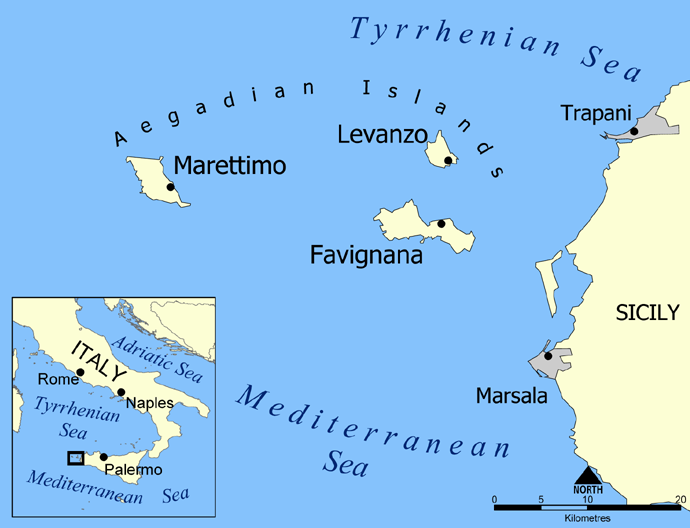
Positionskarta

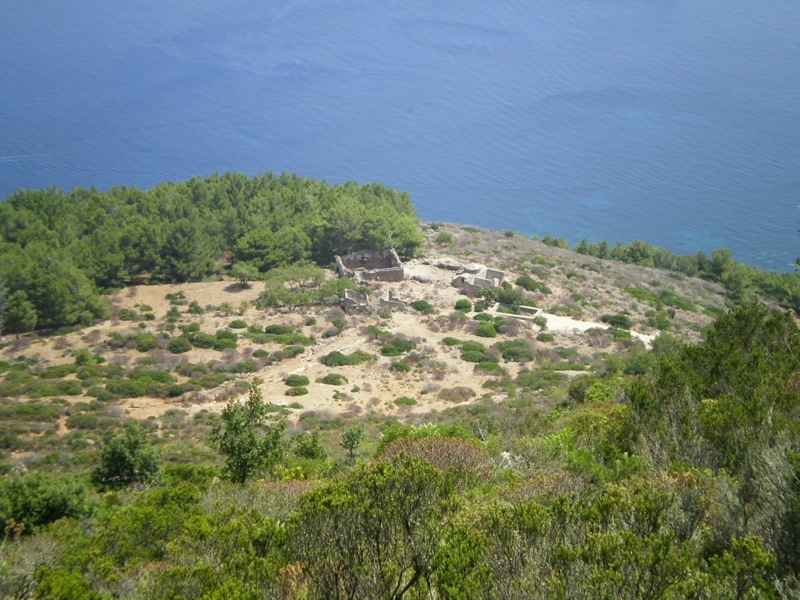

Marettimo är en av de Egadiska öarna i Medelhavet väster om Sicilien i Italien. Den tillhör kommunen Favignana, grannön. Från Trapani tar det ungefär en timme med båt till ön.
Marettimo är den näst största av de tre egadiska öarna. Den högsta punkten är Monte Falcone med en höjd av 686 meter över havet. Ön har ungefär 300 invånare, som huvudsakligen livnär sig på fiske och traditionellt hantverk.
Det antika namnet på ön är Hiera, som är av grekiskt ursprung. Det grekiska namvnet på ön var Hiera Nesos, som betyder «Helig ö».

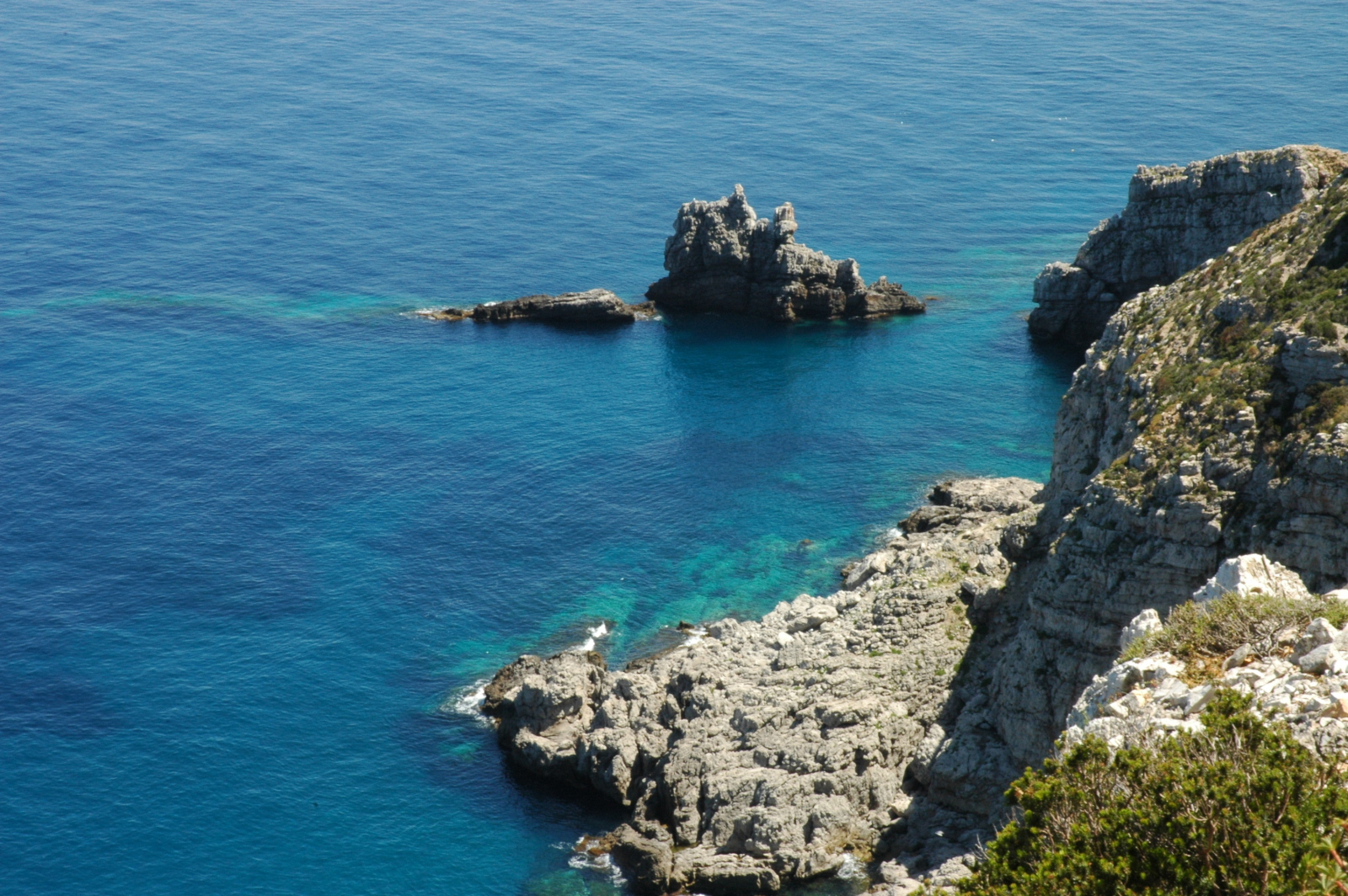
Scoglio del Cammello ("Kamelsteinen")